# تسرنیتس-لوهم
تسرنیتس-لوهم (به آلمانی: Zernitz-Lohm) یک شهر در آلمان است که در اوست‌پریگنیتس-روپین واقع شده‌است. تسرنیتس-لوهم ۹۷۶ نفر جمعیت دارد.